# 关岛地区法院
关岛地区法院 （引用时缩写为D. Guam）是美国3个领地法院之一。该法院审理后的案件需上诉至第九巡回法院，专利及《塔克法案》相关的案件需上诉至联邦巡回区法院。该法院是在1950年根据美國法典第48编 § 第1424節的《关岛地区组织法》设立的，但该法院并不是真正的根据美国宪法第三条设立的联邦法院，其法官也没有终身任期。